# Apple (альбом Mother Love Bone)
Apple — єдиний повноформатний студійний альбом американського рок-гурту Mother Love Bone. Він був випущений 19 липня 1990 року лейблом Stardog/Mercury Records.
За кілька днів до запланованого випуску альбому у вокаліста Ендрю Вуда стається передозування героїну, після чого він потрапляє в кому, де провівши кілька днів помирає, фактично поклавши край існуванню гурту. Альбом побачив світ пізніше того ж року в липні, і зрештою він досяг 34-го місця в чарті Billboard Top Heatseekers у 1992 році.

## Прийом
У 2005 році альбом 462 місце в книзі журналу Rock Hard - «500 найкращих рок- і метал-альбомів усіх часів». У 2016 році Apple посіла 18 місце в рейтингу журналу Rolling Stone «40 найбільших чудес з одним альбомом».

## Треклист
Усі слова написані Ендрю Вудом. Вся музика написана Джеффом Аментом, Брюсом Фейрвезером, Ґреґом Ґілмором, Стоуном Ґоссардом та Ендрю Вудом. Основні композитори перераховані нижче.
| #   | Назва                 | Автор слів | Автор музики     | Тривалість |
| --- | --------------------- | ---------- | ---------------- | ---------- |
| 1.  | «This is Shangrila»   | Ендрю Вуд  | Mother Love Bone | 3:42       |
| 2.  | «Stardog Champion»    | Ендрю Вуд  | Mother Love Bone | 4:58       |
| 3.  | «Holy Roller»         | Ендрю Вуд  | Mother Love Bone | 4:27       |
| 4.  | «Bone China»          | Ендрю Вуд  | Mother Love Bone | 3:44       |
| 5.  | «Come Bite The Apple» | Ендрю Вуд  | Mother Love Bone | 5:26       |
| 6.  | «Stargazer»           | Ендрю Вуд  | Mother Love Bone | 4:49       |
| 7.  | «Heartshine»          | Ендрю Вуд  | Mother Love Bone | 4:36       |
| 8.  | «Captain Hi-Top»      | Ендрю Вуд  | Mother Love Bone | 3:07       |
| 9.  | «Man of Golden Words» | Ендрю Вуд  | Mother Love Bone | 3:41       |
| 10. | «Capricorn Sister»    | Ендрю Вуд  | Mother Love Bone | 4:19       |
| 11. | «Gentle Groove»       | Ендрю Вуд  | Mother Love Bone | 4:02       |
| 12. | «Mr. Danny Boy»       | Ендрю Вуд  | Mother Love Bone | 4:50       |
| 13. | «Crown of Thorns»     | Ендрю Вуд  | Mother Love Bone | 6:18       |

| Бонус трек из переиздания 2003 года | Бонус трек из переиздания 2003 года | Бонус трек из переиздания 2003 года | Бонус трек из переиздания 2003 года | Бонус трек из переиздания 2003 года |
| #                                   | Назва                               | Автор слів                          | Автор музики                        | Тривалість                          |
| ----------------------------------- | ----------------------------------- | ----------------------------------- | ----------------------------------- | ----------------------------------- |
| 14.                                 | «Lady Godiva Blues Special»         | Ендрю Вуд                           | Mother Love Bone                    | 3:40                                |

## Учасники запису
- Ендрю Вуд  — вокал, фортепіано
- Брюс Фейрвезер  — соло-гітара
- Стоун Ґоссард  — ритм-гітара
- Джеф Амент  — бас-гітара
- Ґреґ Ґілмор  — ударні